# Antonino
Antonino es un nombre propio masculino de origen latino en su variante en español. Deriva de Antonio, como patronímico, gentilicio o como diminutivo; también puede significar "de la casta de Antonio". Antonino Pío fue un emperador romano (138-161). Es muy común en Italia. 

## Variantes
- Femenino: Antonina.
- Diminutivo: Nino.

### Variantes en otros idiomas
| Variantes en otras lenguas | Variantes en otras lenguas |
| -------------------------- | -------------------------- |
| Español                    | Antonino                   |
| Alemán                     | Antoninus                  |
| Búlgaro                    | Антонин (Antonin)          |
| Catalán                    | Antoní                     |
| Checo                      | Antoninus                  |
| Corso                      | Antuninu                   |
| Croata                     | Antonin                    |
| Danés                      | Antoninus                  |
| Esperanto                  | Antonino                   |
| Estonio                    | Antoninus                  |
| Euskera                    | Andonin                    |
| Finlandés                  | Antoninus                  |
| Francés                    | Antonin                    |
| Galés                      | Antoninus                  |
| Gallego                    | Antonino                   |
| Georgiano                  | ანტონინუს (Antoninus)      |
| Griego                     | Αντωνίνος (Antônínos)      |
| Holandés                   | Antoninus                  |
| Húngaro                    | Antoninus                  |
| Inglés                     | Antoninus                  |
| Islandés                   | Antonínus                  |
| Italiano                   | Antonino                   |
| Latín                      | Antoninus                  |
| Lituano                    | Antoninas                  |
| Noruego                    | Antoninus                  |
| Polaco                     | Antonin                    |
| Portugués                  | Antonino                   |
| Rumano                     | Antonin                    |
| Ruso                       | Антонин (Antonin)          |
| Sardo                      | Antonìnu                   |
| Serbio                     | Антонин (Antonin)          |
| Siciliano                  | Antuninu                   |
| Sueco                      | Antoninus                  |

## Religión
- 14 de febrero: San Antonino, abad de Sorrento.(†625).
- 10 de mayo: San Antonino Pierozzi, confesor y arzobispo de Florencia (†1459).